# 达洛乡
达洛乡，是中华人民共和国四川省凉山彝族自治州昭觉县曾经下辖的一个乡。2021年1月12日，撤销达洛乡，其所属行政区域为新城镇的行政区域。

## 行政区划
达洛乡撤销前下辖以下地区：
达洛村、四呷波租村和马处洛呷村。